# Milichiella arcuata
Milichiella arcuata is een vliegensoort uit de familie van de Milichiidae. De wetenschappelijke naam van de soort is voor het eerst geldig gepubliceerd in 1876 door Loew.